# Marolles-lès-Saint-Calais
Pour les articles homonymes, voir Marolles.
Marolles-lès-Saint-Calais est une commune française, située dans le département de la Sarthe en région Pays de la Loire, peuplée de 287 habitants.
La commune fait partie de la province historique du Maine, et se situe dans le Haut-Maine.

## Géographie
La commune se trouve dans la région naturelle du Perche.
| Saint-Calais | Rahay                            | Rahay, Sargé-sur-Braye (Loir-et-Cher)                            |
| Saint-Calais | Marolles-lès-Saint-Calais        | Sargé-sur-Braye (Loir-et-Cher)                                   |
| Saint-Calais | Savigny-sur-Braye (Loir-et-Cher) | Sargé-sur-Braye (Loir-et-Cher), Savigny-sur-Braye (Loir-et-Cher) |

### Climat
Pour des articles plus généraux, voir Climat des Pays de la Loire et Climat de la Sarthe.
En 2010, le climat de la commune est de type climat océanique dégradé des plaines du Centre et du Nord, selon une étude du CNRS s'appuyant sur une série de données couvrant la période 1971-2000. En 2020, Météo-France publie une typologie des climats de la France métropolitaine dans laquelle la commune est exposée à un climat océanique altéré et est dans la région climatique  Moyenne vallée de la Loire, caractérisée par une bonne insolation (1 850 h/an) et un été peu pluvieux. 
Pour la période 1971-2000, la température annuelle moyenne est de 10,8 °C, avec une amplitude thermique annuelle de 15,2 °C. Le cumul annuel moyen de précipitations est de 732 mm, avec 11,7 jours de précipitations en janvier et 7,3 jours en juillet. Pour la période 1991-2020, la température moyenne annuelle observée sur la station météorologique de Météo-France la plus proche, sur la commune de Choue à 14 km à vol d'oiseau, est de 11,9 °C et le cumul annuel moyen de précipitations est de 645,6 mm,. Pour l'avenir, les paramètres climatiques de la commune estimés pour 2050 selon différents scénarios d'émission de gaz à effet de serre sont consultables sur un site dédié publié par Météo-France en novembre 2022.

## Urbanisme

### Typologie
Au 1er janvier 2024, Marolles-lès-Saint-Calais est catégorisée commune rurale à habitat très dispersé, selon la nouvelle grille communale de densité à sept niveaux définie par l'Insee en 2022.
Elle est située hors unité urbaine. Par ailleurs la commune fait partie de l'aire d'attraction de Saint-Calais, dont elle est une commune de la couronne,. Cette aire, qui regroupe 10 communes, est catégorisée dans les aires de moins de 50 000 habitants,.

### Occupation des sols
L'occupation des sols de la commune, telle qu'elle ressort de la base de données européenne d’occupation biophysique des sols Corine Land Cover (CLC), est marquée par l'importance des territoires agricoles (97,2 % en 2018), une proportion sensiblement équivalente à celle de 1990 (97,3 %). La répartition détaillée en 2018 est la suivante : 
terres arables (95 %), forêts (2,7 %), zones agricoles hétérogènes (2,2 %). L'évolution de l’occupation des sols de la commune et de ses infrastructures peut être observée sur les différentes représentations cartographiques du territoire : la carte de Cassini (XVIIIe siècle), la carte d'état-major (1820-1866) et les cartes ou photos aériennes de l'IGN pour la période actuelle (1950 à aujourd'hui).

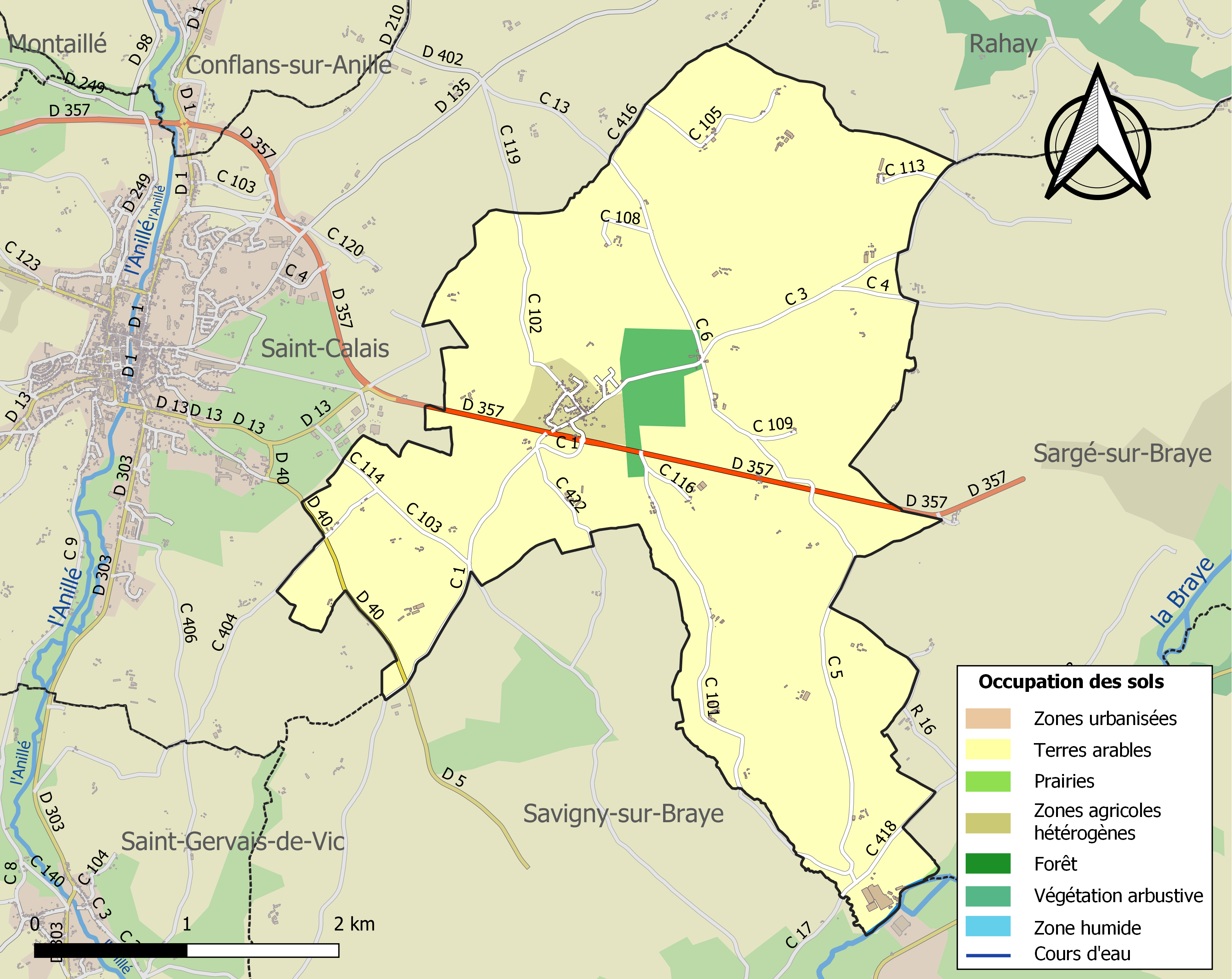
Carte des infrastructures et de l'occupation des sols de la commune en 2018 (CLC).

## Toponymie
Le nom de la localité est attesté sous la forme Marroles en 1330 et Marolles en 1793 et 1801. Le toponyme serait issu du bas latin materiola, « petit objet, matière », voire « bois de construction »,. Il peut être issu également de l'ancien français mayeres, « branches de peuplier ou de saule servant d'échalas ».
Le locatif lès-Saint-Calais (préposition lès, « près de », et Saint-Calais, chef-lieu de canton limitrophe) est ajouté en 1894.
Le gentilé est Marollois.

## Politique et administration
| Période                                  | Période      | Identité        | Étiquette | Qualité                    |
| ---------------------------------------- | ------------ | --------------- | --------- | -------------------------- |
| 1995                                     | octobre 2011 | Jean Jumert     |           |                            |
| octobre 2011                             | mars 2014    | Claude Portalès | SE        | Chef d'entreprise retraité |
| mars 2014                                | En cours     | Annie Jumert    | SE        | Retraitée                  |
| Les données manquantes sont à compléter. |              |                 |           |                            |

Le conseil municipal est composé de onze membres dont le maire et trois adjoints.
Claude Narcisse Beaussier (1772-1861) a été maire de Marolles-lès-Saint-Calais de 1806 à 1858, et a été fait chevalier de la Légion d'honneur en 1858 à 86 ans en reconnaissance de sa longévité à ce poste.

## Démographie
L'évolution du nombre d'habitants est connue à travers les recensements de la population effectués dans la commune depuis 1793. Pour les communes de moins de 10 000 habitants, une enquête de recensement portant sur toute la population est réalisée tous les cinq ans, les populations de référence des années intermédiaires étant quant à elles estimées par interpolation ou extrapolation. Pour la commune, le premier recensement exhaustif entrant dans le cadre du nouveau dispositif a été réalisé en 2006.
En 2022, la commune comptait 287 habitants, en évolution de +3,24 % par rapport à 2016 (Sarthe : −0,25 %, France hors Mayotte : +2,11 %).
Marolles a compté jusqu'à 439 habitants en 1841.
| 1793 | 1800 | 1806 | 1821 | 1831 | 1836 | 1841 | 1846 | 1851 |
| ---- | ---- | ---- | ---- | ---- | ---- | ---- | ---- | ---- |
| 405  | 382  | 424  | 424  | 435  | 418  | 439  | 415  | 371  |

| 1856 | 1861 | 1866 | 1872 | 1876 | 1881 | 1886 | 1891 | 1896 |
| ---- | ---- | ---- | ---- | ---- | ---- | ---- | ---- | ---- |
| 368  | 372  | 367  | 293  | 318  | 303  | 304  | 309  | 319  |

| 1901 | 1906 | 1911 | 1921 | 1926 | 1931 | 1936 | 1946 | 1954 |
| ---- | ---- | ---- | ---- | ---- | ---- | ---- | ---- | ---- |
| 339  | 365  | 345  | 324  | 347  | 365  | 350  | 371  | 342  |

| 1962 | 1968 | 1975 | 1982 | 1990 | 1999 | 2006 | 2011 | 2016 |
| ---- | ---- | ---- | ---- | ---- | ---- | ---- | ---- | ---- |
| 307  | 246  | 227  | 243  | 300  | 248  | 267  | 274  | 278  |

| 2021 | 2022 | - | - | - | - | - | - | - |
| ---- | ---- | - | - | - | - | - | - | - |
| 284  | 287  | - | - | - | - | - | - | - |

## Héraldique

### Lieux et monuments
- Église Saint-Jean. Elle abrite des vitraux du XVIe siècle et une statue de femme du XVIIe, œuvres classées à titre d'objets aux Monuments historiques[27],[28].
- Château de la Croix.

### Héraldique
Pour un article plus général, voir Armorial des communes de la Sarthe.
| Blason de Marolles-lès-Saint-Calais | Blason  | Coupé ondé : au 1er parti au I de sinople à une gerbe de blé d'or liée de gueules, au II d'argent à une volute de crosse de gueules, au 2d d'azur à une aigle essorante d'or.                                             |
| Blason de Marolles-lès-Saint-Calais | Détails | La gerbe de blé est pour l'agriculture, la volute de crosse rappelle que l'abbé de Saint-Calais était le seigneur du village et l'aigle symbolise saint Jean, patron de la paroisse. Adopté en 2021. Auteur(s)J.-F. Binon |